# 拋物線座標系

拋物線坐標系的綠色的 等值曲線和紅色的 等值曲線。横軸與縱軸分別為 x-軸與 y-軸。

拋物線坐標系（英語：Parabolic coordinates）是一種二維正交坐標系，兩個坐標的等值曲線都是共焦的拋物線。將二維的拋物線坐標系繞著拋物線的對稱軸旋轉，則可以得到三維的拋物線坐標系。
實際上，拋物線坐標可以應用在許多物理問題。例如，斯塔克效應（Stark effect），物體邊緣的位勢論，以及拉普拉斯-龍格-冷次向量的保守性。

## 二維拋物線坐標系
直角坐標 {\displaystyle (x,\ y)} 可以用二維拋物線坐標 {\displaystyle (\sigma ,\ \tau )} 表示為
{\displaystyle x=\pm \,\sigma \tau } 、
{\displaystyle y={\frac {1}{2}}\left(\tau ^{2}-\sigma ^{2}\right)} ；
其中，{\displaystyle \sigma \geq 0} ，{\displaystyle \tau \geq 0} 。
反算回來，二維拋物線坐標 {\displaystyle (\sigma ,\ \tau )} 可以用直角坐標 {\displaystyle (x,\ y)} 表示為
{\displaystyle \sigma ={\sqrt {-y+{\sqrt {x^{2}+y^{2}}}}}} 、
{\displaystyle \tau ={\sqrt {y+{\sqrt {x^{2}+y^{2}}}}}} 。
坐標 {\displaystyle \sigma } 為常數的曲線形成共焦的，凹性向上的（往 +y-軸）拋物線：
{\displaystyle 2y={\frac {x^{2}}{\sigma ^{2}}}-\sigma ^{2}} ，
而坐標 {\displaystyle \tau }  為常數的曲線形成共焦的，凹性向下的（往 -y-軸）拋物線：
{\displaystyle 2y=-{\frac {x^{2}}{\tau ^{2}}}+\tau ^{2}} 。
這些拋物線的焦點的位置都在原點。

## 二維標度因子
拋物線坐標 {\displaystyle (\sigma ,\ \tau )} 的標度因子相等：
{\displaystyle h_{\sigma }=h_{\tau }={\sqrt {\sigma ^{2}+\tau ^{2}}}} 。
因此，面積的無窮小元素是
{\displaystyle dA=\left(\sigma ^{2}+\tau ^{2}\right)d\sigma d\tau } 。
拉普拉斯算子是
{\displaystyle \nabla ^{2}\Phi ={\frac {1}{\sigma ^{2}+\tau ^{2}}}\left({\frac {\partial ^{2}\Phi }{\partial \sigma ^{2}}}+{\frac {\partial ^{2}\Phi }{\partial \tau ^{2}}}\right)} 。
其它微分算子，像 {\displaystyle \nabla \cdot \mathbf {F} } ， {\displaystyle \nabla \times \mathbf {F} } ，都可以用 {\displaystyle (\sigma ,\ \tau )} 坐標表示，只要將標度因子代入在正交坐標系條目內的一般公式。

## 三維拋物線坐標系

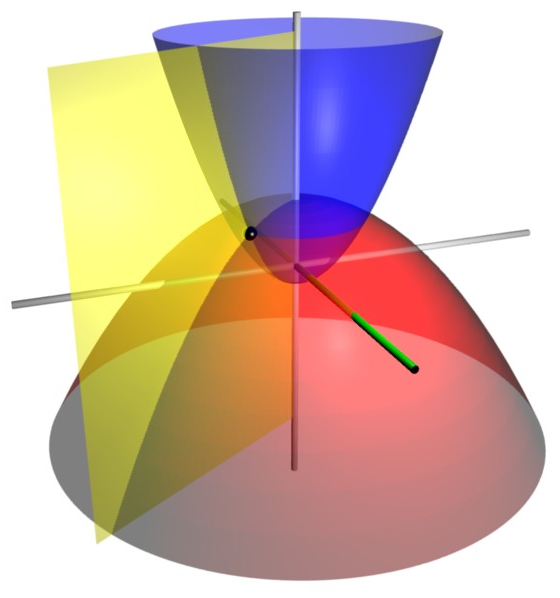
三維拋物線坐標的坐標曲面。紅色的拋物曲面的坐標 。藍色的拋物曲面的坐標 。黃色的半平面的坐標 。三個面相交於點 （以黑色小球表示）。

將二維的拋物線坐標系繞著拋物線的對稱軸旋轉，則可以得到三維的拋物線坐標系，又稱為旋轉拋物線坐標系。將對稱軸與 z-軸排列成同直線；而拋物線坐標系的共焦點與直角坐標系的原點同地點。直角坐標 {\displaystyle (x,\ y,\ z)} 可以用三維拋物線坐標 {\displaystyle (\sigma ,\ \tau ,\ \phi )} 表示為
{\displaystyle x=\sigma \tau \cos \phi } 、
{\displaystyle y=\sigma \tau \sin \phi } 、
{\displaystyle z={\frac {1}{2}}\left(\tau ^{2}-\sigma ^{2}\right)} ；
其中，{\displaystyle \sigma \geq 0} ，{\displaystyle \tau \geq 0} ，方位角 {\displaystyle \phi } 定義為
{\displaystyle \tan \phi ={\frac {y}{x}},\qquad 0\leq \phi \leq 2\pi } 。
反算回來，三維拋物線坐標 {\displaystyle (\sigma ,\ \tau ,\ \phi )} 可以用直角坐標 {\displaystyle (x,\ y,\ z)} 表示為
{\displaystyle \sigma ={\sqrt {-z+{\sqrt {x^{2}+y^{2}+z^{2}}}}}} 、
{\displaystyle \tau ={\sqrt {z+{\sqrt {x^{2}+y^{2}+z^{2}}}}}} 、
{\displaystyle \phi =\tan ^{-1}{\frac {y}{x}}} 。
每一個 {\displaystyle \sigma }-坐標曲面都是共焦的，凹性向上的（往 +z-軸）拋物曲面：
{\displaystyle 2z={\frac {x^{2}+y^{2}}{\sigma ^{2}}}-\sigma ^{2}} ，
而每一個 {\displaystyle \tau }>-坐標曲面都是共焦的，凹性向下的（往 -z-軸）拋物曲面：
{\displaystyle 2z=-{\frac {x^{2}+y^{2}}{\tau ^{2}}}+\tau ^{2}} 。
這些拋物曲面的焦點的位置都在原點。

## 三維標度因子
三維標度因子為：
{\displaystyle h_{\sigma }={\sqrt {\sigma ^{2}+\tau ^{2}}}} 、
{\displaystyle h_{\tau }={\sqrt {\sigma ^{2}+\tau ^{2}}}} 、
{\displaystyle h_{\phi }=\sigma \tau \,} 。
我們可以觀察出，標度因子 {\displaystyle h_{\sigma }} ， {\displaystyle h_{\tau }} 與二維標度因子相同。因此，體積的無窮小元素是
{\displaystyle dV=h_{\sigma }h_{\tau }h_{\phi }=\sigma \tau \left(\sigma ^{2}+\tau ^{2}\right)\,d\sigma \,d\tau \,d\phi } 。
拉普拉斯算子是
{\displaystyle \nabla ^{2}\Phi ={\frac {1}{\sigma ^{2}+\tau ^{2}}}\left[{\frac {1}{\sigma }}{\frac {\partial }{\partial \sigma }}\left(\sigma {\frac {\partial \Phi }{\partial \sigma }}\right)+{\frac {1}{\tau }}{\frac {\partial }{\partial \tau }}\left(\tau {\frac {\partial \Phi }{\partial \tau }}\right)\right]+{\frac {1}{\sigma ^{2}\tau ^{2}}}{\frac {\partial ^{2}\Phi }{\partial \phi ^{2}}}} 。
其它微分算子，像 {\displaystyle \nabla \cdot \mathbf {F} } ， {\displaystyle \nabla \times \mathbf {F} } ，都可以用 {\displaystyle (\sigma ,\ \tau ,\ \phi )} 坐標表示，只要將標度因子代入在正交坐標系 條目內的一般公式。

## 第二種表述
另外還有一種拋物線坐標系的表述，專門用於哈密頓-亞可比方程式。假若使用此種表述的公式，則哈密頓-亞可比方程式可以很容易的分解出來。應用此方法，可以導引出拉普拉斯-龍格-冷次向量的恆定性．
採用下述從拋物線坐標變換至直角坐標的公式：
{\displaystyle \eta ={-z+{\sqrt {x^{2}+y^{2}+z^{2}}}}} 、
{\displaystyle \xi ={z+{\sqrt {x^{2}+y^{2}+z^{2}}}}} 、
{\displaystyle \phi =\arctan {y \over x}} 。
假若 {\displaystyle \phi =0} ，則可得到一片截面；其坐標被限制於 {\displaystyle x\geq 0} 的 +xz-半平面：
{\displaystyle \eta =-z+{\sqrt {x^{2}+z^{2}}}} 、
{\displaystyle \xi =z+{\sqrt {x^{2}+z^{2}}}} 。
假若包含於一條曲線的每一點的坐標 {\displaystyle \eta } 是一個常數，{\displaystyle \eta =c} ，則
{\displaystyle \left.z\right|_{\eta =c}={x^{2} \over 2c}-{c \over 2}} 。
這是一個共焦點在原點的拋物線；對稱軸與 z-軸同軸；凹性向上。
假若包含於一條曲線的每一點的坐標 {\displaystyle \xi } 是一個常數，{\displaystyle \xi =b} ，則
{\displaystyle \left.z\right|_{\xi =b}={b \over 2}-{x^{2} \over 2b}} 。
這也是一個共焦點在原點的拋物線；對稱軸與 z-軸同軸；凹性向下。
思考任何一條向上的拋物線 {\displaystyle \eta =c} 與任何一條向下的拋物線 {\displaystyle \xi =b} ，我們想要求得兩條曲線的相交點：
{\displaystyle {x^{2} \over 2c}-{c \over 2}={b \over 2}-{x^{2} \over 2b}} 。
稍微計算，可得
{\displaystyle x={\sqrt {bc}}} 。
將相交點的横坐標 {\displaystyle x} 代入向上的拋物線的公式，
{\displaystyle z_{c}={bc \over 2c}-{c \over 2}={b-c \over 2}} 。
所以，相交點 P 坐標為 {\displaystyle \left({\sqrt {bc}},\ {b-c \over 2}\right)} 。
思考正切這兩條拋物線於點 P 的一對切線。向上的拋物線的切線的斜率為
{\displaystyle {\frac {dz_{c}}{dx}}={\frac {x}{c}}={\sqrt {\frac {b}{c}}}=s_{c}} 。
向下的拋物線的切線的斜率為
{\displaystyle {dz_{b} \over dx}=-{x \over b}=-{\sqrt {c \over b}}=s_{b}} 。
兩個斜率的乘積為
{\displaystyle s_{c}s_{b}=-1} 。
所以，兩條切線相垂直。對於任何兩條凹性相反的拋物線，都會有同樣的結果。
假設 {\displaystyle \phi \neq 0} 。讓 {\displaystyle \phi } 值從 {\displaystyle 0} 緩慢增值，這半平面會相應地繞著 z-軸按照右手定則旋轉；拋物線坐標為常數的拋物線 形成了拋物曲面。一對相反的拋物曲面的相交 設定了一個圓圈。而 {\displaystyle \phi } 值設定的半平面，切過這圓圈於一個唯一點。這唯一點的直角坐標是：
{\displaystyle x={\sqrt {\eta \xi }}\ \cos \phi } 、
{\displaystyle y={\sqrt {\eta \xi }}\ \sin \phi } 、
{\displaystyle z={\frac {1}{2}}(\xi -\eta )} 。